# Gyna crassa
Gyna crassa är en kackerlacksart som beskrevs av Philippe Grandcolas 1994. Gyna crassa ingår i släktet Gyna och familjen jättekackerlackor. Inga underarter finns listade i Catalogue of Life.